# گمینا میجانا گورا
گمینا میجانا گورا (به لهستانی:  Gmina Miedziana Góra) یک گمینا در لهستان است که در شهرستان کیلتسه واقع شده‌است. گمینا میجانا گورا ۷۰٫۸۴ کیلومتر مربع مساحت و ۱۰٬۰۹۰ نفر جمعیت دارد.